# Kloster des Fünften Patriarchen

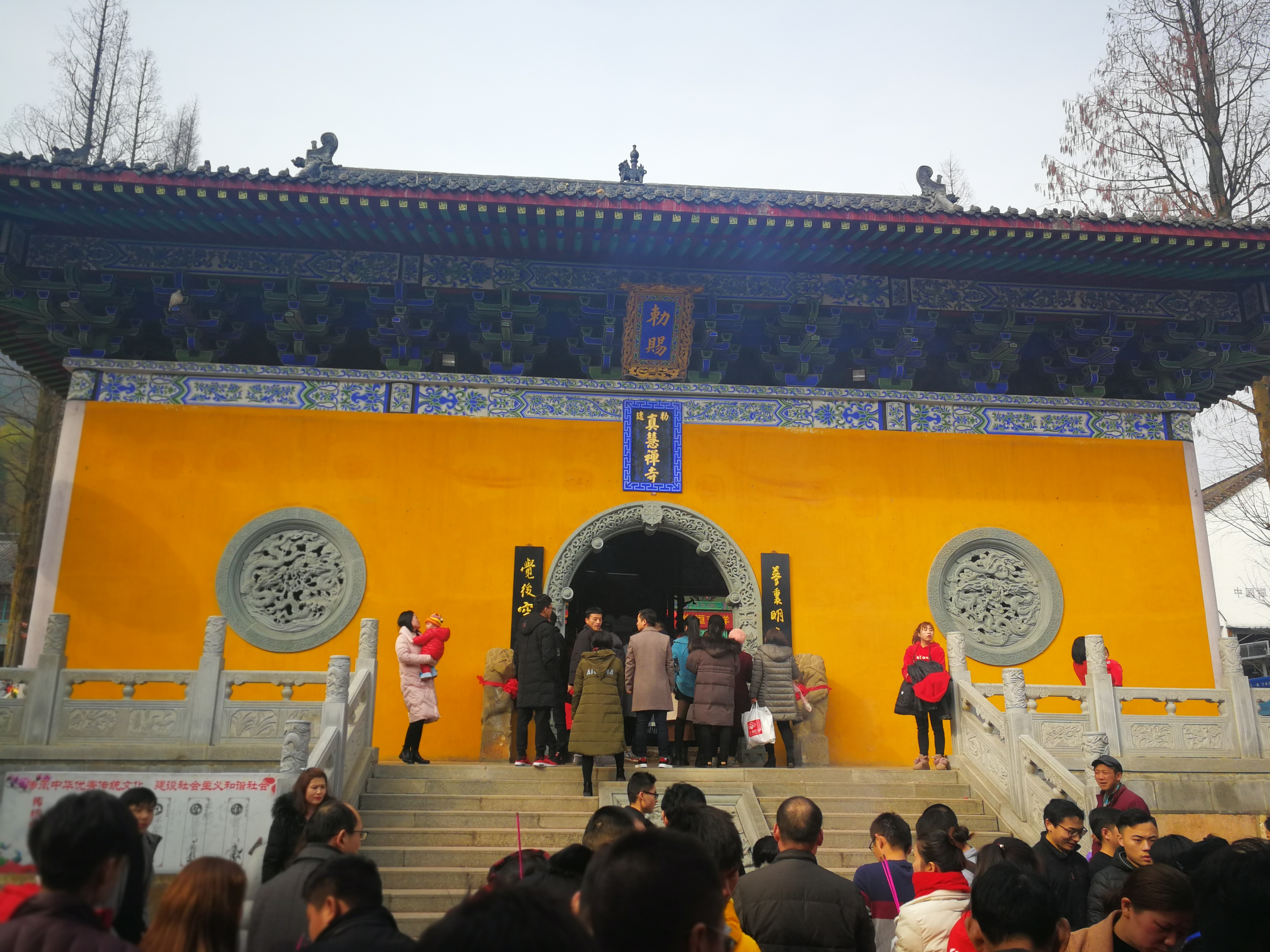
Kloster des Fünften Patriarchen oder Dongshan-Kloster (2019)

Das Kloster des Fünften Patriarchen (chinesisch 五祖寺, Pinyin Wǔzǔ sì, englisch Fifth Patriarch Monastery / Wuzu Temple – „Kloster des Fünften Patriarchen“) oder Dongshan-Kloster (chin. Dongshan si 东山寺; engl. Tung-shan monastery / Dongshan Temple) wurde in der Zeit der Tang-Dynastie vom Fünften Patriarchen (Hongren, 弘忍, 601-674) des Chan-Buddhismus gegründet. Es befindet sich im Kreis Huangmei der bezirksfreien Stadt Huanggang in der chinesischen Provinz Hubei. Es wurde in der Zeit der Qing-Dynastie (1854) zerstört und später wieder aufgebaut.
Es ist einer der Nationalen Schwerpunkttempel des Buddhismus in han-chinesischen Gebieten. Das Kloster des Fünften Patriarchen (Wuzu Si) steht seit 2006 auf der Liste der Denkmäler der Volksrepublik China (6-658).